# Chikkamadalu, Channagiri
Chikkamadalu là một làng thuộc tehsil Channagiri, huyện Davanagere, bang Karnataka, Ấn Độ.